# Ghanaische Fußballnationalmannschaft (U-17-Junioren)
Die ghanaische U-17-Fußballnationalmannschaft ist eine Auswahlmannschaft ghanaischer Fußballspieler. Sie unterliegt der Ghana Football Association und repräsentiert sie international auf U-17-Ebene, etwa in Freundschaftsspielen gegen die Auswahlmannschaften anderer nationaler Verbände, bei U-17-Afrikameisterschaften und U-17-Weltmeisterschaften.
Die Mannschaft wurde 1991 und 1995 Weltmeister sowie 1993 und 1997 Vize-Weltmeister.
Sie wurde zudem zweimal Afrikameister (1995 und 1999) und einmal Vize-Afrikameister (2005).

## Teilnahme an U-17-Weltmeisterschaften
(Bis 1989 U-16-Weltmeisterschaft)
| 1985 | nicht teilgenommen |
| 1987 | nicht qualifiziert |
| 1989 | Vorrunde           |
| 1991 | Weltmeister        |
| 1993 | 2. Platz           |
| 1995 | Weltmeister        |
| 1997 | 2. Platz           |
| 1999 | 3. Platz           |
| 2001 | nicht qualifiziert |
| 2003 | nicht qualifiziert |
| 2005 | Vorrunde           |
| 2007 | 4. Platz           |
| 2009 | nicht qualifiziert |
| 2011 | nicht qualifiziert |
| 2013 | nicht qualifiziert |
| 2015 | nicht qualifiziert |
| 2017 | Viertelfinale      |
| 2019 | nicht qualifiziert |
| 2021 | –                  |
| 2023 | nicht qualifiziert |

## Teilnahme an U-17-Afrikameisterschaften
| 1995 | Afrikameister      |
| 1997 | 3. Platz           |
| 1999 | Afrikameister      |
| 2001 | nicht qualifiziert |
| 2003 | nicht qualifiziert |
| 2005 | 2. Platz           |
| 2007 | 3. Platz           |
| 2009 | nicht qualifiziert |
| 2011 | nicht qualifiziert |
| 2013 | Vorrunde           |
| 2015 | disqualifiziert    |
| 2017 | 2. Platz           |
| 2019 | nicht qualifiziert |
| 2021 | –                  |
| 2023 | nicht qualifiziert |